# Национальный олимпийский комитет Сан-Марино
Национальный олимпийский комитет Сан-Марино (итал. Comitato Olimpico Nazionale Sammarinese) — организация, представляющая Сан-Марино в международном олимпийском движении. Основан и зарегистрирован в МОК в 1959 году.
Штаб-квартира расположена в Серравалле. Является членом МОК, ЕОК и других международных спортивных организаций. Осуществляет деятельность по развитию спорта в Сан-Марино.

## Известные деятели
- Реффи, Пьетро — Капитан-регент Сан-Марино (1958—1959, 1965—1966) был членом Национального олимпийского комитета Сан-Марино с 1959 года.